# Clarias batrachus
Espèce
Synonymes
- Silurus batrachus L., 1758
- Clarias assamensis Day, 1877
- Clarias jagur (Hamilton, 1822)
- Clarias magur (Hamilton, 1822)
- Clarias punctatus Valenciennes, 1840
- Macropteronotus jagur Hamilton, 1822
- Macropteronotus magur Hamilton, 1822

Statut de conservation UICN

 LC  : Préoccupation mineure
Le Silure grenouille ou Poisson-chat marcheur (Clarias batrachus) est une espèce de poissons siluriformes de la famille des Clariidae.
C'est une espèce invasive classée parmi les plus nuisibles au XXIe siècle.

## Distribution
Cette espèce est originaire d'Asie du Sud et d'Asie du Sud-Est.

## Description
Clarias batrachus mesure jusqu'à 50 cm. Il a une longue nageoire dorsale et des barbillons. C'est un prédateur. Il peut séjourner des heures hors de l'eau grâce à un système respiratoire secondaire.

C'est un poisson d'aquarium apprécié, en particulier la variété pie.

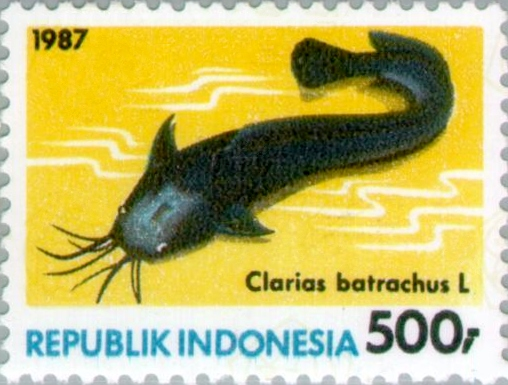
Timbre-poste d'Indonésie
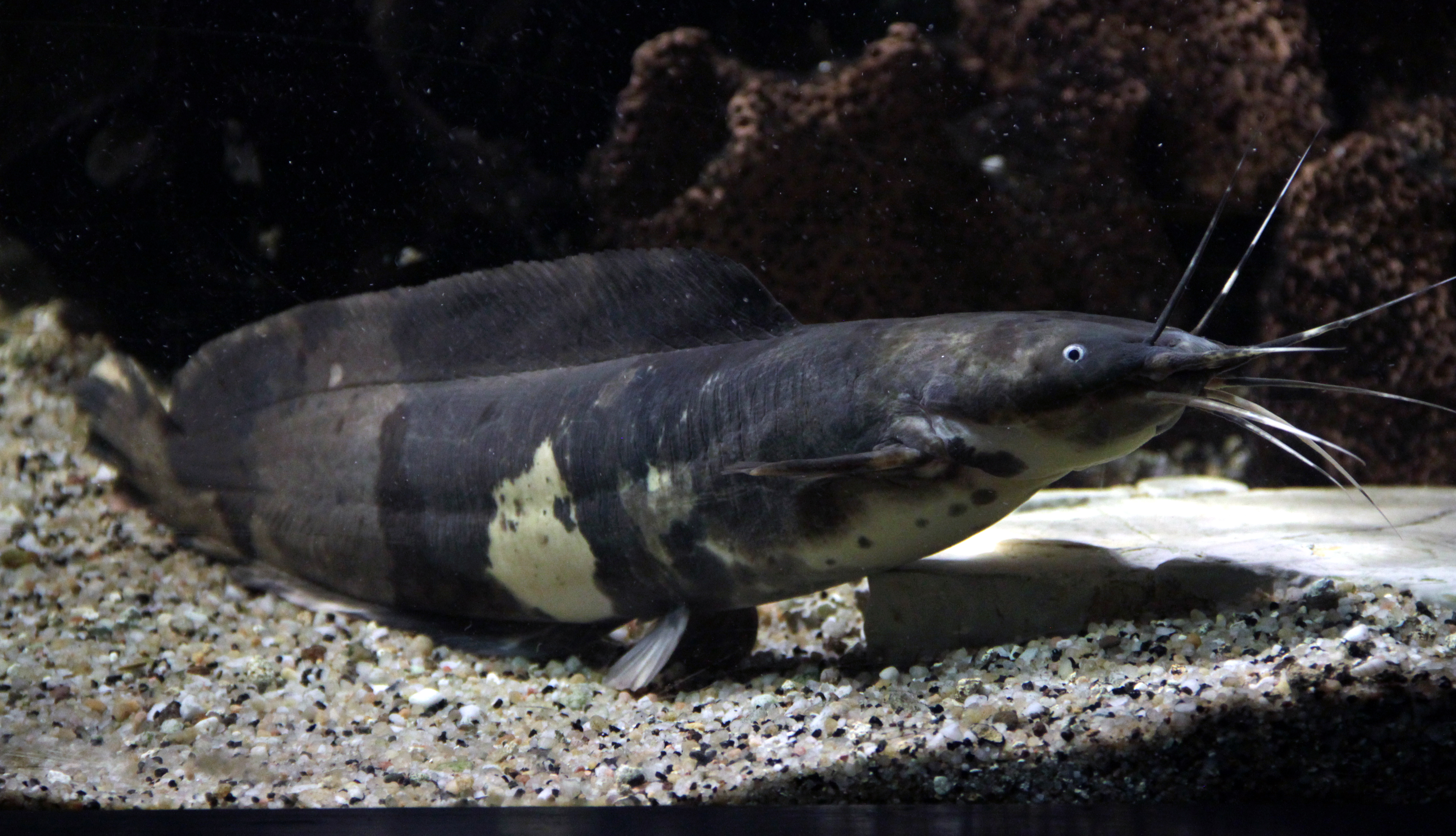
Aquarium tropical de Pierrefitte-Nestalas, France
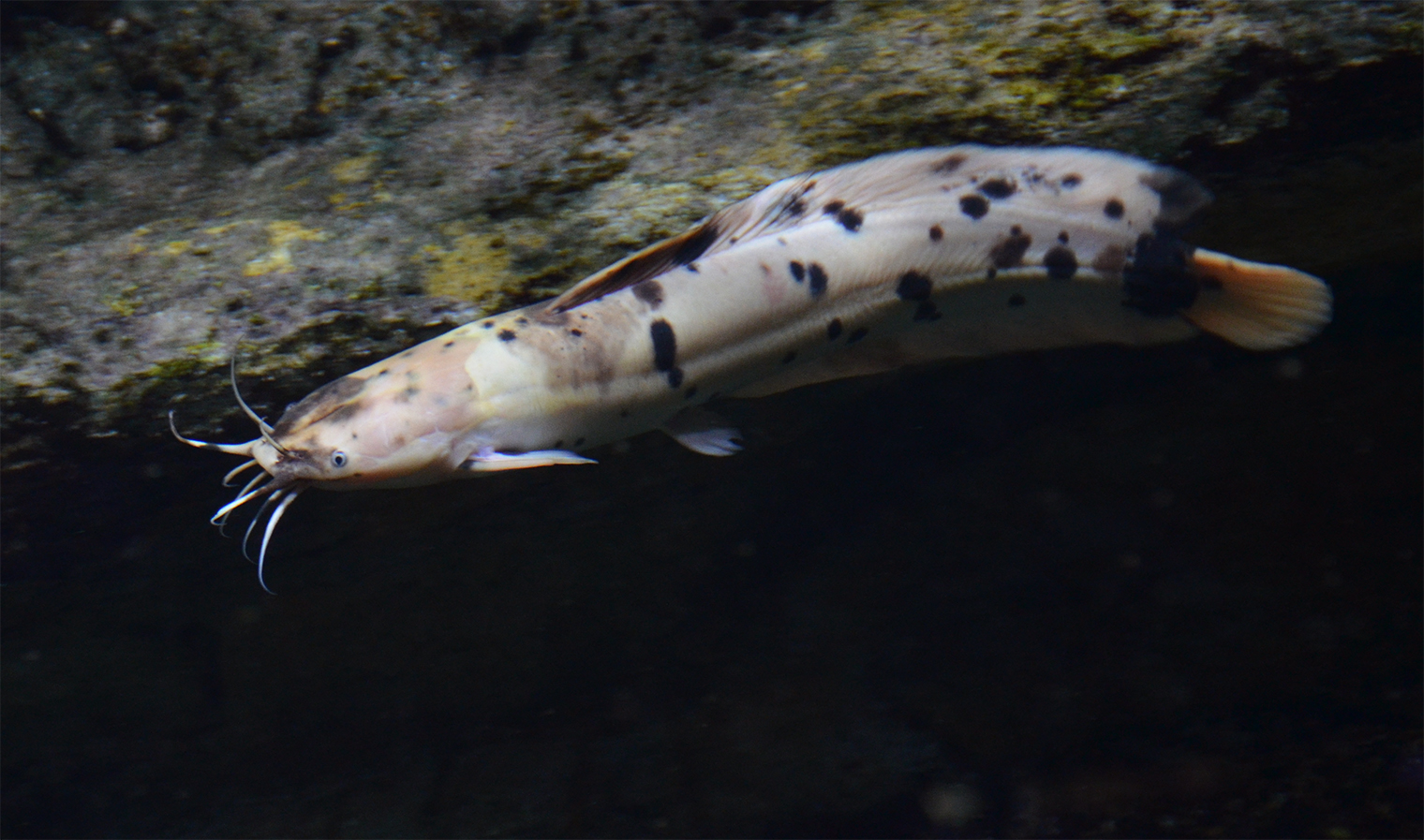
Variété pie, Aquarium tropical du palais de la Porte Dorée, Paris
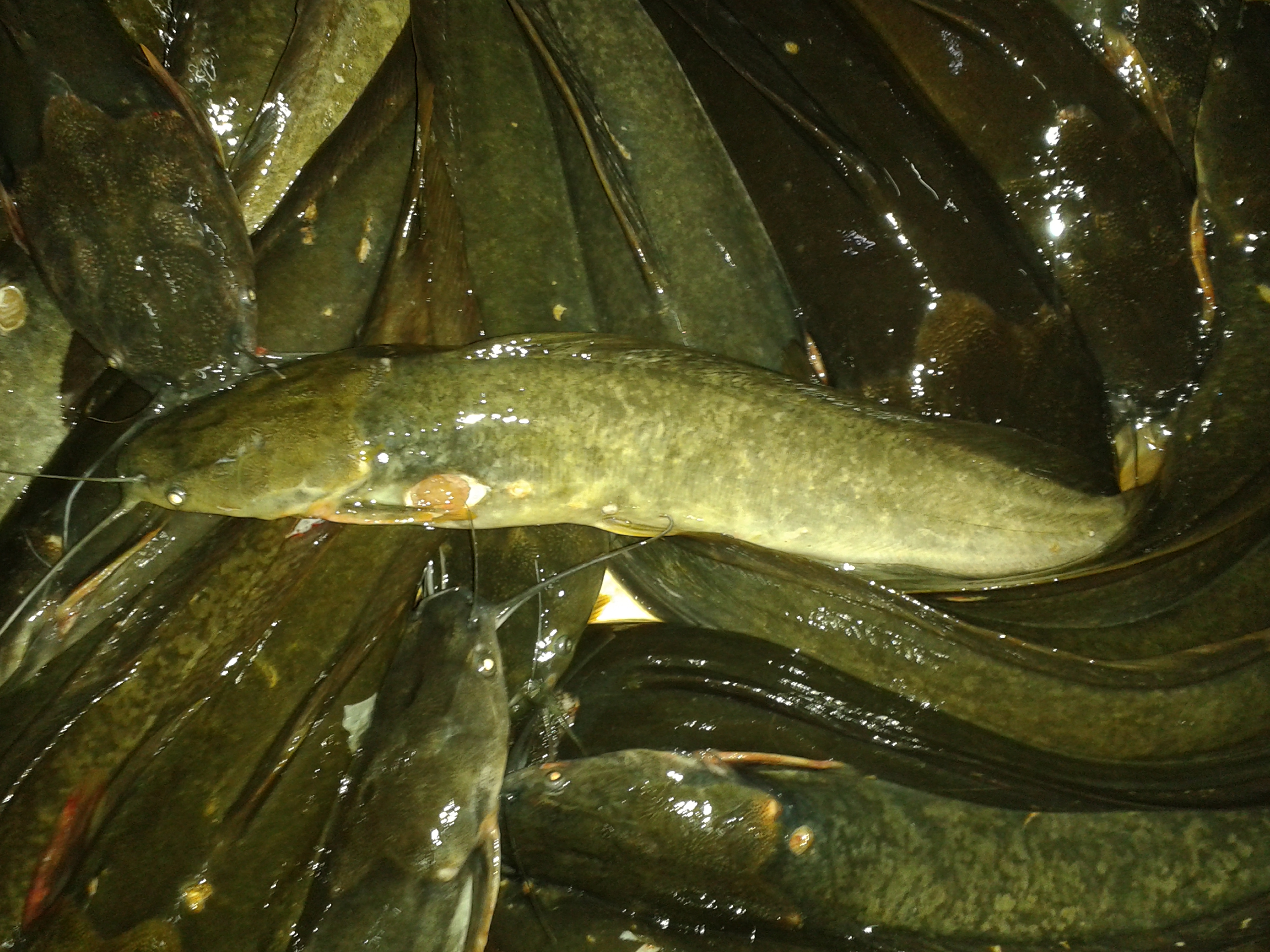
Thaï : ปลาดุก (poisson-chat)

Selon certains, il présente peu de qualités gustatives, mais les Thaïlandais aiment cuisiner les poissons-chats.

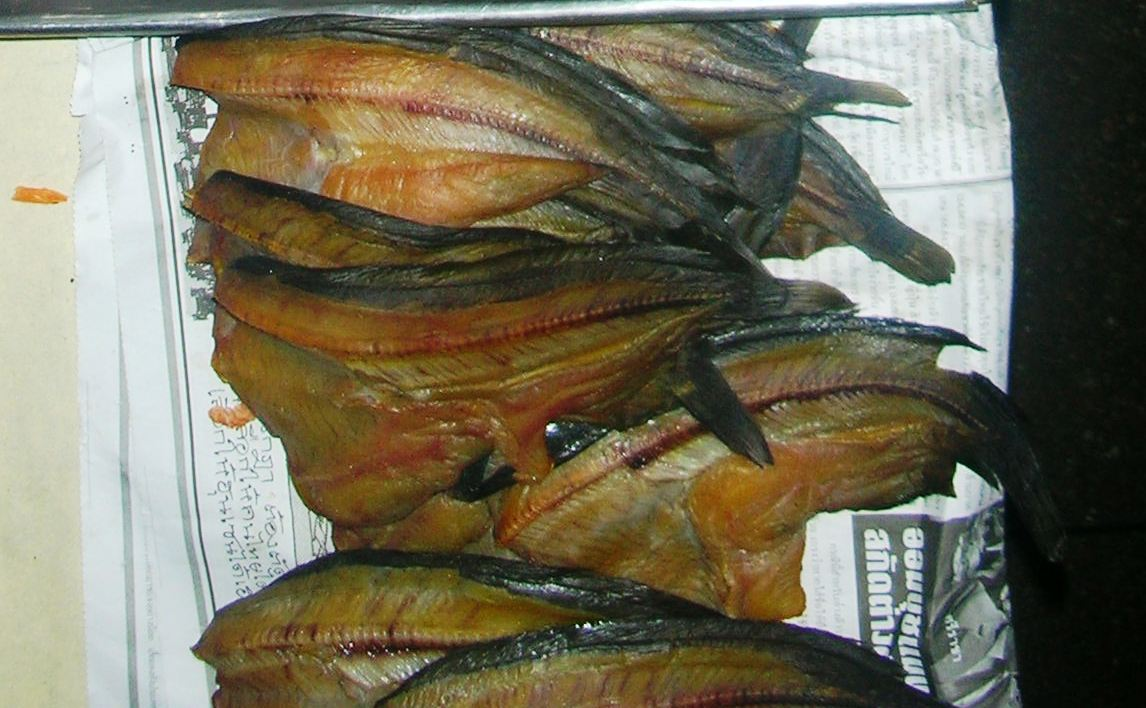
Filets de poissons-chats
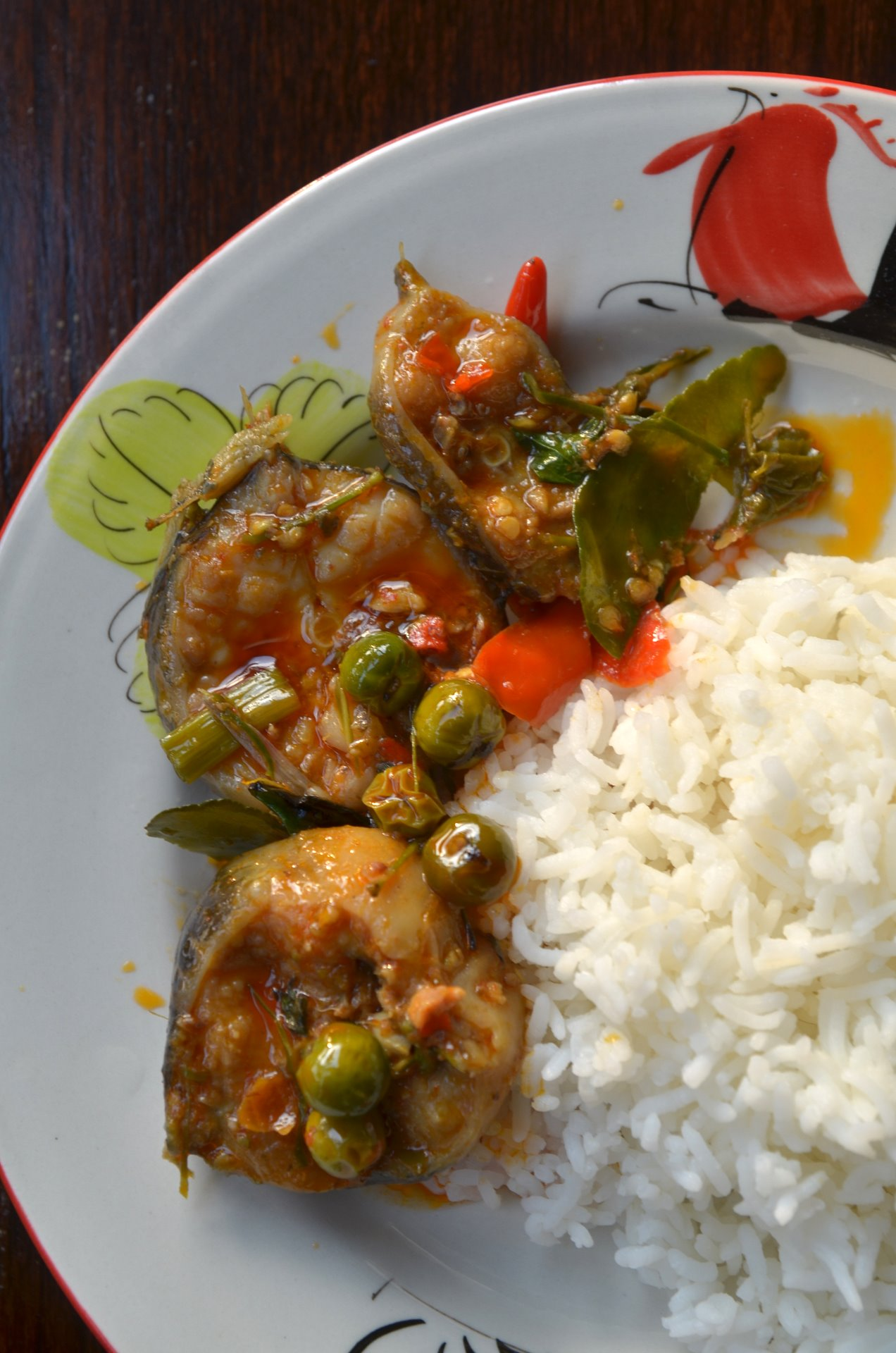
Pla duk phat phet (thaï : ปลาดุกผัดเผ็ด)
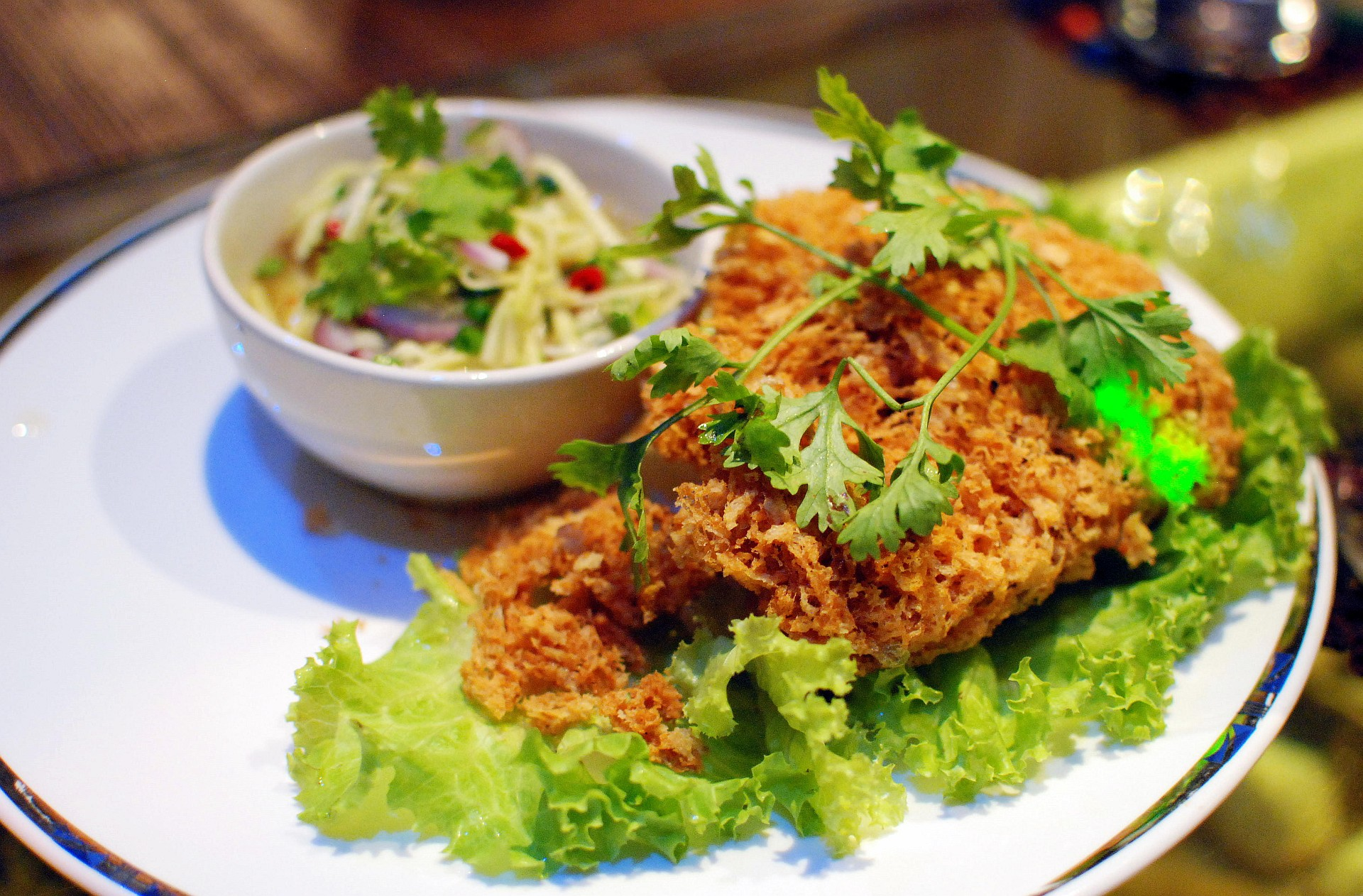
Yum pladook foo (thaï : ยำปลาดุกฟู)